# Daniel Leo (ragbista)
Daniel Azor Leo (* 2. října 1982 Palmerston North) je bývalý samojský ragbista, který hrál jako druhořadník. Za Samou odehrál 39 zápasů (2005–2014). Zúčastnil se MS 2007 a MS 2011. Na těchto dvou turnajích odehrál sedm zápasů, všechny jako hráč základní sestavy. V roce 2006 odehrál tři zápasy za Pacifické ostrovy. Podle svých slov se nezúčastnil MS 2015 a v květnu 2015 oznámil svůj konec v reprezentaci, protože by přišel o polovinu měsíčního klubového platu.
Na klubové úrovni vyhrál s celkem London Wasps Anglo–Velšský pohár (2006), Evropský pohár mistrů (2007) a v následujícím roce nejvyšší anglickou ligu.
Založil organizaci Pacific Rugby Players' Welfare, která má pomáhat ragbistům s tichomořským původem po celém světě.

## Klubová kariéra
- 2003–2004 Queensland Reds
- 2005–2010 London Wasps
- 2010–2012 Bordeaux Bègles
- 2012–2014 USA Perpignan
- 2014–2015 London Irish
- 2015–2016 London Welsh